# Zone riparienne tampon

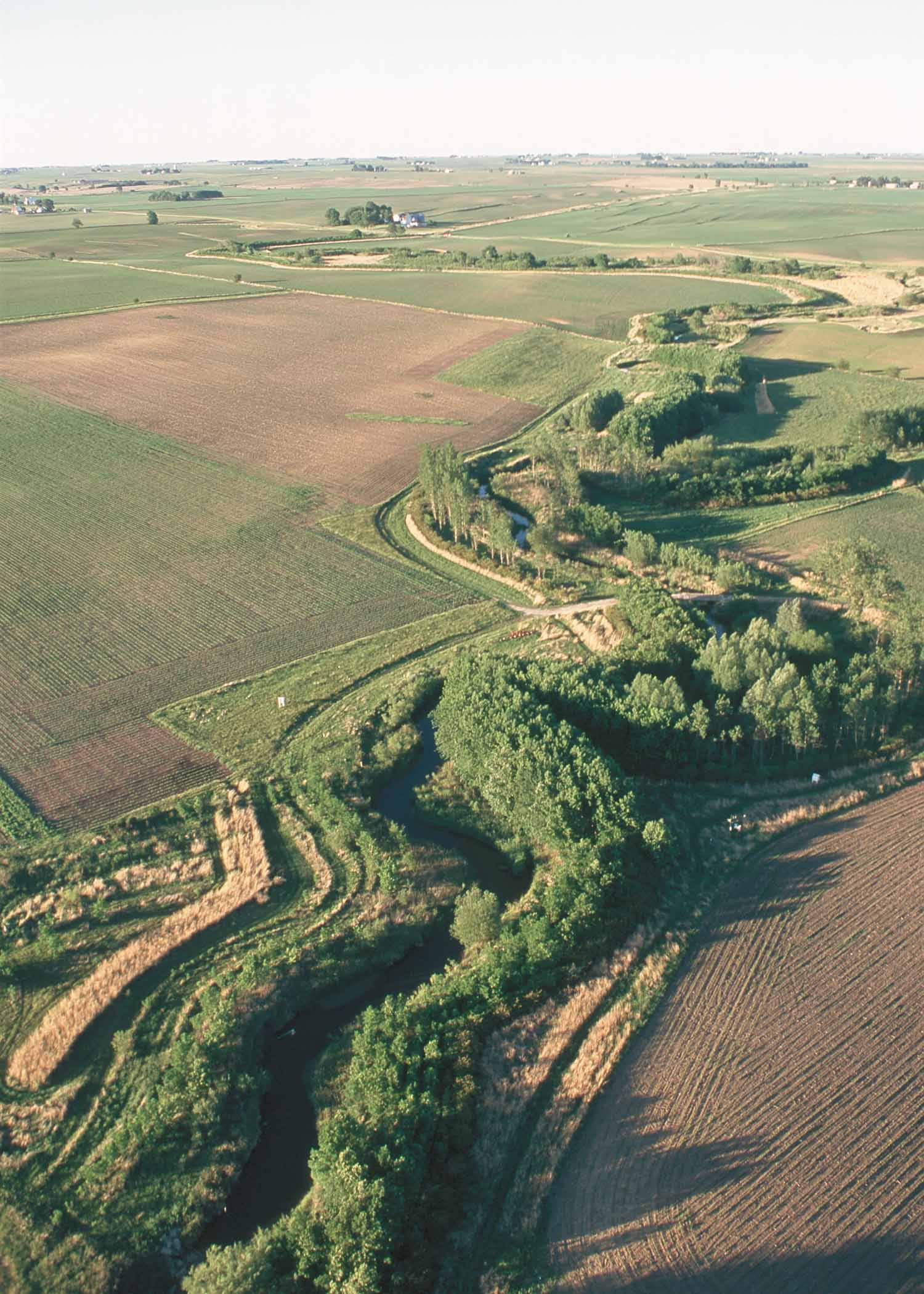
Une zone riparienne tampon végétale bordant une rivière dans le comté de Story, en Iowa.

Un tampon ou zone riparienne tampon (étymologiquement du latin ripa, « rive », en anglais riparian buffer) ou bande riveraine (au Québec) est une zone de végétation (une « zone tampon ») située près d'un cours d'eau (en « zone riparienne »), généralement boisé, qui contribue à l'ombrage et protège partiellement le cours d'eau des impacts des utilisations des terres adjacentes. Il joue un rôle clé dans l'augmentation de la qualité de l'eau dans les cours d'eau, les rivières et les lacs associés, source de bénéfices environnementaux. Avec le déclin de nombreux écosystèmes aquatiques dû à l'agriculture, les zones ripariennes tampon sont devenues une pratique de conservation très courante visant à améliorer la qualité de l'eau et à réduire la pollution.

## Avantages
Les zones ripariennes  tampon agissent pour intercepter les sédiments, les nutriments, les pesticides et autres matériaux dans les eaux de ruissellement et pour réduire les nutriments et autres polluants dans les eaux peu profondes du sous-sol. Ils servent également à fournir un habitat et des corridors biologiques principalement dans les zones agricoles. Ils peuvent également jouer un rôle clé dans la réduction de l'érosion en assurant la stabilisation des berges.

### Amélioration de la qualité de l'eau
- Interception des sédiments/nutriments - Les principaux moyens de contrer l'eutrophisation dans les lacs et les étangs en aval, qui peuvent être préjudiciables aux habitats aquatiques en raison de la mortalité massive des poissons lors d'une eutrophisation à grande échelle.
- Interception des pesticides - Les zones ripariennes  tampon contiennent les produits chimiques qui peuvent être nocifs pour la vie aquatique. Certains pesticides peuvent être particulièrement nocifs s'ils se bioaccumulent dans l'organisme, les produits chimiques atteignant des niveaux nocifs une fois qu'ils sont à disposition pour la consommation humaine.
- Stabilisation des berges - Ceci est important parce que l’érosion peut être un problème majeur dans les régions agricoles lorsque des berges érodées peuvent retirer les terres de la production. L'érosion peut également entraîner la sédimentation et l'envasement (le colmatage) des lacs, des étangs et des réservoirs en aval. L'envasement peut grandement réduire la durée de vie des réservoirs et des barrages qui créent les réservoirs.

### Avantages pour l'habitat
- Fournir un habitat - Les zones ripariennes tampon peuvent constituer un habitat essentiel pour un grand nombre d'espèces, en particulier celles qui ont perdu leur habitat en raison de la mise en production de terres agricoles.
- Augmenter la biodiversité - En ajoutant cette zone de végétation à proximité d'une source d'eau, il devient un endroit privilégié pour les espèces qui pourraient avoir quitté la zone en raison de l'utilisation de terres non destinées à la conservation pour se rétablir. Avec ce rétablissement, le nombre d'espèces indigènes et la biodiversité en général peuvent être augmentés.
- Les tampons agissant comme des corridors - Les tampons jouent également un rôle majeur dans les habitats fauniques. L'habitat fourni par les zones tampons sert également de corridor pour les espèces dont l'habitat a été fragmenté par diverses utilisations des terres.
- Eau d'ombrage - Les grands arbres de la première zone de la zonesriparienne tampon  fournissent de l'ombre et, par conséquent, refroidissent l'eau, améliorant la productivité et améliorant la qualité de l'habitat des espèces aquatiques.
- Grands débris ligneux - Lorsque des branches et des souches tombent dans le cours d'eau depuis la zone riparienne, d'autres caractéristiques d'habitat des cours d'eau sont créées. Le carbone est ajouté comme source d'énergie pour le biome dans le cours d'eau.

### Bénéfices économiques
- Augmenter la valeur des terres - Souvent, les personnes qui achètent des terres à des fins récréatives sont prêtes à payer plus si la superficie boisée est plus grande.
- Produire des cultures alternatives rentables - Diverses productions  végétales, comme le la noix ce noyer noir et la noisette, qui peuvent être récoltées avec profit, peut être incorporée dans le tampon riparien.
- Augmenter les frais de location pour la chasse - L'augmentation de l'habitat signifie que les terres seront plus recherchées à des fins de chasse.

## Conception du tampon
Un tampon riverain est généralement divisé en trois zones différentes, chacune ayant son propre objectif pour filtrer les eaux de ruissellement et interagir avec le système aquatique adjacent. La conception des tampons est un élément clé de l'efficacité du tampon. Il est généralement recommandé de choisir de planter des espèces indigènes dans ces trois zones, la largeur générale du tampon étant de 15 pieds (25 m) sur chaque côté du cours d'eau.
Zone 1. Cette zone devrait principalement servir à ombrager la source d'eau et servir de stabilisateur de berge. La zone devrait inclure de grandes espèces d'arbres indigènes qui poussent rapidement et peuvent rapidement agir pour accomplir ces tâches. Bien que ce soit généralement la plus petite des trois zones et qu’elle absorbe le moins de contaminants, la plupart des contaminants ont été éliminés par la zone 2 et la zone 3.
Zone 2. Habituellement composée d'arbustes indigènes, cette zone constitue un habitat pour la faune, y compris des zones de nidification pour les espèces d'oiseaux. Cette zone agit également pour ralentir et absorber les contaminants que la zone 3 a manqués. La zone est une transition importante entre prairies et forêts.
Zone 3. Cette zone est importante en tant que première ligne de défense contre les contaminants. Il se compose principalement d'herbes indigènes et sert principalement à ralentir le ruissellement de l'eau et à absorber les contaminants avant qu'ils n'atteignent les autres zones. Bien que ces bandes de gazon soient l’une des zones les plus larges, elles sont également les plus faciles à installer.
Zone de ruissellement. La zone de la zone riparienne est étroitement liée à la zone 1. La zone 1 contient des branches, des arbres et des racines d'arbres tombés qui ralentissent l'écoulement de l'eau, réduisant les processus d'érosion associés à l'augmentation du débit et des inondations. Ces débris ligneux augmentent également l'habitat et la couverture de diverses espèces aquatiques.
Le National Agroforestry Center a développé un outil de conception de bandes filtrantes (AgBufferBuilder), qui est un programme informatique basé sur un SIG pour la conception de bandes filtrantes végétatives autour de champs agricoles qui utilisent une analyse de terrain pour tenir compte du ruissellement spatialement non uniforme.

## Sélection des espèces (exemple utilisant à la fois le Nebraska natif et les espèces introduites)
Dans la zone 1: peuplier, chêne doré, mûrier, chêne blanc des marais, orme de Sibérie, févier d'Amérique, érable argenté, noyer noir et chêne rouge du Nord.
Dans la zone 2: Prunus mandshurica, Shepherdia argentea (Silver Buffaloberry), Caragana, Prunus serotina (Cerisier noir), Cerisier de Virginie, Prunus pumila (cerisier des sables), Cotonouster de Pékin, Pommetier du Midwest, Groseille Dorée, Sureau, Washington Hawthorn, Hazel American, Amour Honeysuckle, Lilas Commun, Érable Amur, Prunier Américain, et Skunkbush Sumac.
Dans la zone 3: Herbe de l'Ouest, Big Bluestem, Sable Bluestem, Sideoats Grama, Blue Grama, Grama poilu, Herbe de bison, Herbe de sable, Panicadère, Petit Bluestem, Indiangrass, Graminée des Prairies, Prairie Goutte, Tall Goutte, Needleand, Green Needlegrass.

## Gestion des forêts en zone riveraine
L’exploitation forestière est parfois recommandée comme pratique de gestion dans les zones tampons riveraines, généralement pour fournir des incitations économiques. Cependant, certaines études ont montré que l'exploitation forestière peut nuire aux populations d'animaux sauvages, en particulier aux oiseaux. Une étude de l’Université du Minnesota a montré qu’il existait une corrélation entre la récolte de bois dans les zones tampons riveraines et la diminution des populations d’oiseaux. Par conséquent, l'exploitation forestière est généralement déconseillée en tant que pratique environnementale et doit être effectuée dans les zones d'exploitation désignées.

## Incitations à la conservation
Le Conservation Reserve Program (CRP), programme d’aide à l’agriculture aux États-Unis, offre de nombreux incitatifs aux propriétaires pour les encourager à installer des zones ripariennes autour des systèmes d’eau présentant une forte probabilité de pollution non ponctuelle et fortement érodables. Par exemple, le système Riparian Buffer Payments du Nebraska offre les avantages suivants:
- Paiements de location annuels = 62 $ à 116 $ l'acre / an (jusqu'à 96 $ l'acre par année pour certaines terres de pâturage marginales)
- Bonus d'inscription: paiement initial de 10 $ l'acre / an pour la durée du contrat (exemple: 150 $ / ac pour un contrat de quinze ans)
- Paiements pour 90% des coûts pour les arbres, les arbustes, les semences de gazon, la préparation du site et la plantation
- Contrats de 10 à 15 ans
- Zones éligibles:
  - Largeur moyenne maximale de 180 pieds (55 m) le long de chaque côté d'un cours d'eau continu ou intermittent
  - Des bandes d'herbe, d'arbustes et / ou d'arbres peuvent être utilisées
  - Plantation faite par le local Natural Resource Districts (NRDs)

Ces incitations sont offertes aux agriculteurs pour compenser leur perte économique liée à la mise hors production de ces terres. Si la terre est fortement érodable et génère peu de gains économiques, il peut parfois être plus économique de tirer parti de ces programmes CRP.
.

## Efficacité
Les zones ripariennes tampon ont fait l’objet d’un examen minutieux quant à leur efficacité, ce qui a conduit à des tests et à une surveillance approfondis. Une étude menée par l’Université de Géorgie, sur une période de neuf ans, a permis de suivre les quantités d’engrais ayant atteint le bassin versant à partir de la source de l’application. Il a constaté que ces tampons éliminaient au moins 60 % de l'azote contenu dans les eaux de ruissellement et au moins 65% du phosphore provenant de l'application d'engrais. La même étude a montré que l'efficacité de la zone 3 était beaucoup plus grande que celle des zones 1 et 2 pour éliminer les contaminants. Mais une autre étude récente n'a pas révélé d'efficacité (ou de capacité très limitative) pour réduire le lessivage du glyphosate et de l'AMPA dans les cours d'eau; La végétation herbacée spontanée RBS est aussi efficace que les plantations de Salix et les mesures de glyphosate dans les eaux de ruissellement après un an, suggèrent une persistance inattendue et même une capacité de RBS à favoriser potentiellement une infiltration de glyphosate jusqu'à 70 cm de profondeur dans le sol.

## Durabilité à long terme
Après l'installation initiale du tampon riverain, relativement peu de maintenance doit être effectuée pour maintenir le tampon en bon état. Une fois que les arbres et les herbes atteignent leur maturité, ils se régénèrent naturellement et constituent un tampon plus efficace. La durabilité de la zone tampon riveraine le rend extrêmement attrayant pour les propriétaires fonciers, car ils font relativement peu de travail et reçoivent toujours des paiements. Les zones tampons riveraines ont le potentiel d'être les moyens les plus efficaces de protéger la biodiversité aquatique et la qualité de l'eau et de gérer les ressources en eau dans les pays en développement qui n'ont pas les moyens d'installer des systèmes de traitement.